# 풍기온천
풍기온천(豊基溫泉)는 경상북도 영주시 풍기읍에 위치한 경상북도의 온천이다.
풍기읍 시가지로부터 3km 떨어진 곳에 위치한 소백산 풍기온천리조트는 지하 800m 심층에서 분출하는 100% 천연원수로 불소가 함유된 알칼리성 온천으로서 전국에서 으뜸가는 유황온천이다. 주위에는 소백산 국립공원이 있어 등산을 곁들일 수 있으며 부석사, 소수서원, 선비촌 등은 유ㆍ불교 문화의 근본을 말해주고 있다. 소백산 풍기온천리조트의 물은 유황, 불소, 중탄산 등의 우리 몸에 좋은 물질이 온천수에 용해되어 있어 만성관절염, 신경통, 금속중독, 동맥경화증, 당뇨병, 만성 기관지염, 피부미용에 탁월한 효과가 있다. 전체면적은 8,800m2이다.

## 교통
풍기읍 시가지에서 3km 떨어진 풍기온천은 중앙선 풍기역과 영주역, 중앙고속도로 풍기 나들목 등을 이용해 온천을 이용할 수 있다.

## 같이 보기
- 풍기역
- 풍기 나들목

## 인근 관광지
- 부석사
- 소백산
- 소수서원